# 689

689(육백팔십구)는 688보다 크고 690보다 작은 자연수다.

## 수학
- 합성수로, 그 약수는 1, 13, 53, 689다. 진약수의 합은 67이므로, 689는 부족수다.
- 피타고라스 삼조의 빗변의 길이이다.
  - {\displaystyle 111^{2}+680^{2}=689^{2}}[a]
  - {\displaystyle 400^{2}+561^{2}=689^{2}}[b]
- {\displaystyle 689=227+229+233}
  - 연속하는 세 소수(素數)의 합으로 나타낼 수 있으며, 이 성질을 지닌 앞의 수는 679, 다음 수는 701이다.
- {\displaystyle 689=83+89+97+101+103+107+109}
  - 연속하는 소수(素數) 7개의 합으로 나타낼 수 있으며, 이 성질을 지닌 앞의 수는 659, 다음 수는 719다.
- {\displaystyle 689=8^{2}+25^{2}=17^{2}+20^{2}}
  - 서로 다른 수 자연수의 제곱합으로 나타내는 방법이 두 가지인 수다.
- {\displaystyle 83^{4}-1}은 689로 나누어떨어진다.

## 과학·기술
- NGC 689(독일어판, 프랑스어판): 화로자리 방향에 있는 나선은하.
- 689 치타(영어판): 소행성.
- 타우루스 모델 689(영어판): 타우루스 인터내셔널의 권총.

## 문화유산
- 대한민국의 보물 제689호: 대방광불화엄경 정원본 권7

## 기타
- 연도: 689년, 기원전 689년
- 689 핍스 애비뉴(영어판): 미국 미드타운맨해튼에 있는 상업용 건물.